# Brightness Falls from the Air
Brightness Falls from the Air é um romance de ficção científica de 1985 de James Tiptree Jr., pseudónimo da escritora norte-americana Alice Sheldon, ambientado no mesmo universo fictício das histórias de sua coleção The Starry Rift de 1986.

## Sinopse
Em um cenário que foi comparado a um mistério de assassinato em uma casa de campo, o romance conta a história de dezesseis humanos que se reúnem no planeta isolado Damiem para testemunhar a passagem de uma frente de nova da Estrela Assassinada; Ao longo do livro, a verdade sobre os motivos desses turistas, a destruição da estrela e a razão do isolamento de Damiem são revelados.

## Recepção
Os dois romances de Tiptree receberam menos atenção do que seus contos: uma publicação que afirma que Tiptree tinha menos controle sobre sua visão intensa no comprimento do romance é The Encyclopedia of Science Fiction, que critica "momentos de sentimentalismo evidente" e "excessos de subtramas" em Brightness Falls from the Air. A biógrafa de Tiptree, Julie Phillips, sentiu que a maior convencionalidade deste romance era uma resposta às críticas de Algis Budrys aos seus enredos, que Phillips acha que ela levou muito a sério.
Graham Sleight, escrevendo para a Locus Magazine, discorda de alguns aspectos da avaliação de Phillips e Clute sobre o romance, argumentando que o trabalho de Tiptree depois da revelação de sua identidade não recebeu a devida consideração. Embora ele chame Brightness Falls from the Air de um melodrama, ele argumenta que ele possui "poder extraordinário" e que Tiptree "tem uma atenção neste livro para outras questões, mais obviamente o visual, que ela não tem em nenhum outro lugar."
David Langford revisou Brightness Falls from the Air para White Dwarf #85, e afirmou que "Poucos sobrevivem à escassa dispersão de finais felizes. Em retrospecto, não acredito em uma palavra disso, mas Tiptree coloca tanta energia em sua narrativa que, contra toda a razão, ela te leva embora. Ufa, que calor..."
Uma tradução japonesa publicada pela Hayakawa Publishing ganhou o Prêmio Seiun de 2008 de melhor romance estrangeiro.